# Célio da Silveira Calixto Filho
Célio da Silveira Calixto Filho (Passos, 8 de maio de 1973) é um bispo católico brasileiro. É bispo-auxiliar da Arquidiocese de São Sebastião do Rio de Janeiro.

## Biografia
O segundo de quatro filhos do casal Célio da Silveira Calixto e de Maria Blandina Junqueira Calixto, o novo bispo auxiliar eleito nasceu no dia 8 de maio de 1973, na cidade mineira de Passos, na Diocese de Guaxupé.
Ainda criança, foi morar com sua família na cidade de Icém, sendo paroquiano do Padre João Chaves, de feliz memória, na Paróquia Nossa Senhora da Abadia, período em que foi acentuando os ideais de partilha da vida comunitária e paroquial. Esta cidade, situada no interior da região Noroeste de São Paulo, fica na Diocese de São José do Rio Preto, onde anos mais tarde fui servir como bispo diocesano.
Ainda na adolescência, quando tinha 15 anos, mudou-se para o Rio de Janeiro com sua família. Já nesta época, queria ser engenheiro mecânico como o pai, conseguindo realizar o sonho ao se formar na UFRJ, recebendo a colação de grau no dia 24 de abril de 1996.
O jovem engenheiro mecânico nunca tinha pensado em ser padre, mas no último ano da faculdade ao participar de um retiro das pastorais universitária e da juventude, veio o desejo de se doar mais, de trabalhar pela evangelização da juventude. Um fato concreto se deu com participação na Congregação Mariana para Alunos da UFRJ, fundada por ele e seus colegas. A associação existe até hoje.
A vocação para o sacerdócio foi se confirmando, e ingressou no Seminário Arquidiocesano de São José, no Rio Comprido. Neste período, enfrentou os desafios da obediência e do celibato, o que exigiu grandes renúncias, mas se preparou para a sua consagração total.
Após cursar a filosofia na Faculdade Eclesiástica de Filosofia João Paulo II (1996-1997), e a teologia no Instituto Superior de Teologia da Arquidiocese de São Sebastião do Rio de Janeiro (1998-2001), foi ordenado diácono no dia 8 de dezembro de 2001, pelo Arcebispo Eusébio Oscar Scheid e, na Catedral de São Sebastião, foi ordenado sacerdote no dia 28 de setembro de 2002. Já ordenado obteve o grau de Mestre em Teologia Sistemático-Pastoral na PUC-Rio, em 2014, com a dissertação “O memorial: continuação da obra redentora de Jesus Cristo”.
Ainda diácono, exerceu o ministério na Paróquia São José Operário, na Vila do Pinheiro, no Complexo da Maré, e após a ordenação, serviu como pároco, até outubro de 2005.
No terceiro ano como padre, teve dúvidas sobre a vocação, se seria de fato a vida pastoral ou contemplativa. Foi quando fez, de novembro de 2005 a dezembro de 2006, uma experiência em um Mosteiro da Ordem Cisterciense, os monges trapistas, na Abadia Nossa Senhora do Novo Mundo, em Campo do Tenente, no Estado do Paraná. A experiência foi fundamental para o seu ministério. Além de fazer grandes amizades, ela marcou a sua vida, tornando-se um padre melhor.
Retornando à Arquidiocese do Rio de Janeiro em janeiro de 2007, foi provisionado vigário paroquial na Paróquia São Brás, em Campo Grande. Em maio do mesmo ano assumiu como pároco a Paróquia São Sebastião, em Bento Ribeiro.
De fevereiro de 2008 até setembro de 2012, foi diretor espiritual do Seminário Arquidiocesano de São José. Depois, foi transferido para a Paróquia dos Santos Anjos, no Leblon, onde permaneceu como pároco até maio de 2017 e, por último, pároco da Paróquia Nossa Senhora de Fátima, em Tomás Coelho.